# HE-AAC
HE-AAC er en forkortelse for high-Efficiency Advanced Audio Coding, der er et kvalitetsforringende (lossy) datakomprimeringsformat til lyd, som blandt andet bliver brugt til DVB og DAB i Danmark. 

Der eksisterer 3 udgaver af formatet en:HE-AAC
- HE-AAC v1 - Også kendt under navne som AAC+ og aacPlus
- HE-AAC v2 - Også kendt under navne som eAAC+ og aacPlus v2
- HE-AAC v3